# Gunnar Berndtson

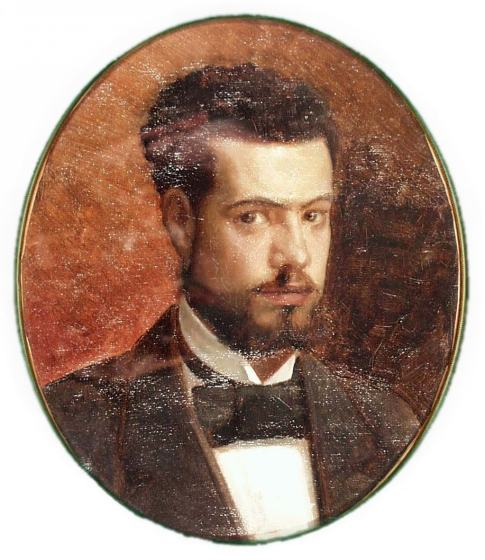
Gunnar Berndtson: Självporträtt

Gunnar Fredrik Berndtson, född 24 oktober 1854 i Helsingfors, död 9 april 1895 i Helsingfors, var en finsk målare. Han var son till Fredrik Berndtson.
Han blev student vid Kejserliga Alexanders Universitetet i Finland i sin hemort 1872 och började senare med målarkonsten, som han studerade dels i hemlandet, dels i Paris, där han var elev av Gérôme i École des Beauxarts. Berndtson företog mellan 1882 och 1883 en konstresa till Egypten. Han målade genretavlor och porträtt, vilka utmärka sig genom elegans i utförandet och omsorgsfull finhet i detaljerna.

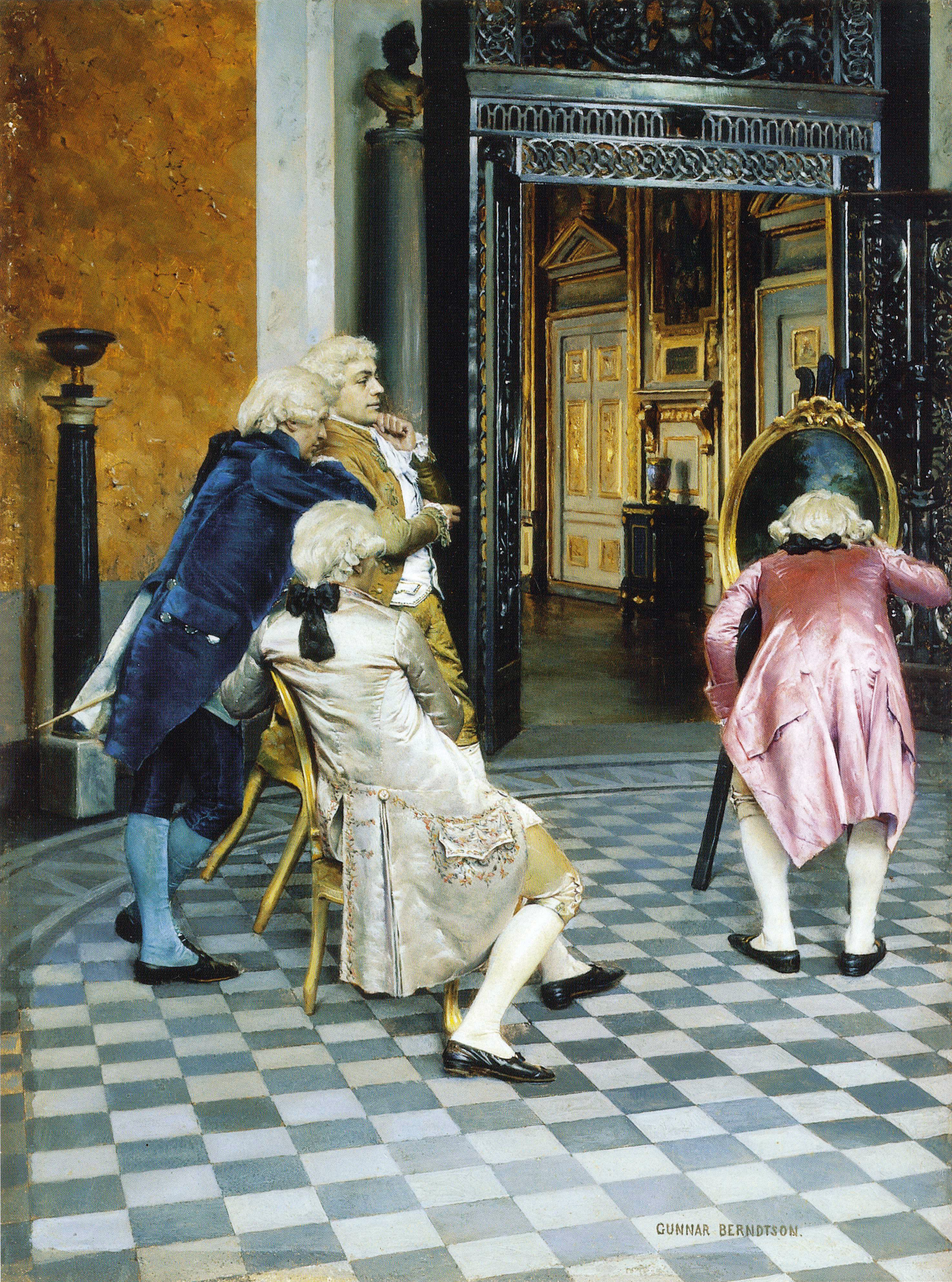
Gunnar Fredrik Berndtson : Konstkännare i Louvre (1879)

Bland hans tavlor märks Konstkännare i Louvre (1879), den glada parisiska genretavlan La chanson de la mariée (1881), Almée (målad i Kairo 1883) samt flera scener ur det finska krigarlivet. Med graverade teckningar bidrog han till boken Finland i 19:e seklet (1893). Berndtson är representerad vid Åbo Akademi.
Berndtson var en nära vän och konstnärskollega till Albert Edelfelt sedan ungdomen. De delade ateljé i Paris, diskuterade konst och umgicks flitigt. Berndtson var också kusin till Edelfelts fru Ellan de la Chapelle.
Han avled efter långvarig sjukdom i Helsingfors och är begravd på Sandudds begravningsplats.